# Friedrich I. (Weimar-Orlamünde)

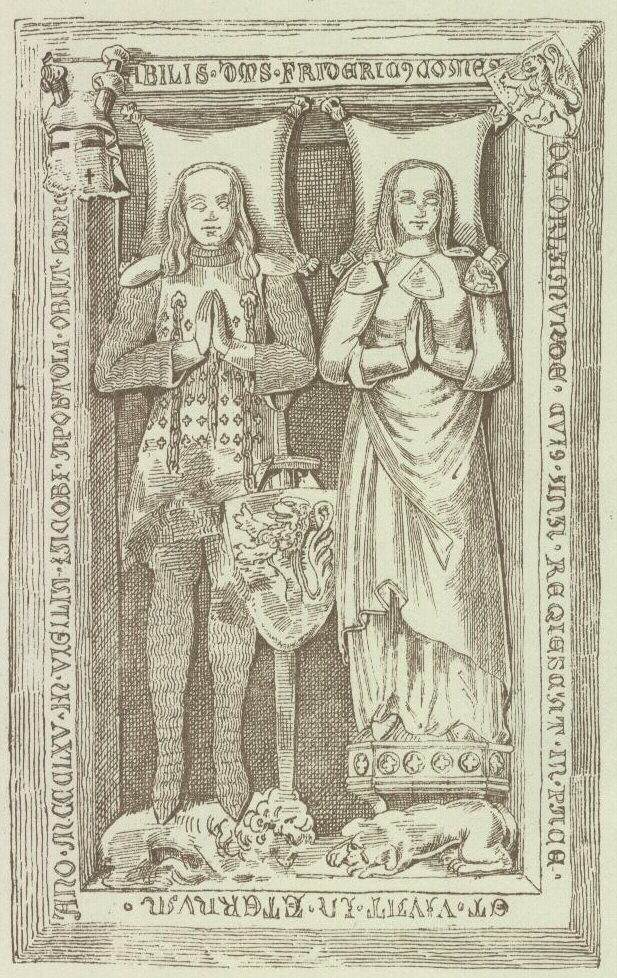
Epitaph von Friedrich I. und Elisabeth

Friedrich I. Graf von Weimar-Orlamünde († 25. Juli 1365) war ein Graf aus dem Geschlecht Weimar-Orlamünde.
Friedrich I. war ein Sohn des Grafen Hermann IV. und dessen Ehefrau Mechthild († nach 1339), Tochter des Grafen Friedrich von Rabenswalde († 1315) und der Elisabeth von Mansfeld und Osterfeld († 1320). Er war Herr zu Weimar, Wiehe, Buch und Schönwerde. Friedrich I. war der letzte Graf von Weimar-Orlamünde; sein Nachfolger Hermann VI. unterstellte sich als Lehensnehmer den Wettinern.
Er heiratete 1322 Elisabeth (1264–1332), eine Tochter des Friedrich Klemm († 1316) und der Jutta geb. von Schwarzburg, Witwe Ottos II. von Anhalt. Das Epitaph des Ehepaares Friedrich und Elisabeth befindet sich in Oberweimar.
Sie hatten drei Kinder: 
- Mechthilde († 1355), ⚭ Heinrich der Jüngere, Graf von Hohnstein
- Elisabeth († nach 1381), Nonne in Oberweimar
- Friedrich III. der Jüngere († nach 1381)